# Tegernau
Tegernau è una frazione del comune tedesco di Kleines Wiesental, nel Baden-Württemberg.

Conta (2007) 381 abitanti.
Tegernau è sede dell'amministrazione comunale.

## Storia
Tegernau fu nominata per la prima volta nel 1139.

Costituì un comune autonomo fino al 1º gennaio 2009.